# Emerald (Queensland)
Pour les articles homonymes, voir Emerald.
Emerald (10 999 habitants) est une ville du centre du Queensland en Australie. Elle est située sur la Nogoa River, un affluent de la Fitzroy River, à 271 km à l'ouest de Rockhampton et à 883 km au nord ouest de Brisbane.
La ville est située sur le tropique du Capricorne.
La ville est le centre d'une région dont l'économie est basée sur les mines de pierres précieuses (En plus du nom de la ville, une région à l'ouest de la ville s'appelle "The Gemfields") et surtout de l'agriculture : essentiellement coton, secondairement vignes et céréales.
La culture du coton a été rendue possible grâce à l'irrigation par suite de la construction d'un barrage au sud de la ville : le Fairnbairn.
Le 22 janvier 2008, le lac en amont du barrage étant à son niveau maximum, les surverses provoquent l'inondation de la ville et nécessitent l'évacuation de 2 500 personnes.

## Personnalité liées à la commune
- Amanda Fraser (1981-), athlète handisport australienne.